# Byulleten' Sredne-Aziatskogo Gosudarstvennogo Universiteta
Byulleten' Sredne-Aziatskogo Gosudarstvennogo Universiteta (abreviado Byull. Sredne-Aziatsk. Gosud. Univ.) fue una revista con ilustraciones y descripciones botánicas que fue editada en Tashkent. Se publicaron 6 números en los años 1924-1949.